# Мирный (Астраханская область)
Ми́рный — посёлок в Наримановском районе Астраханской области, входит в состав Солянского сельсовета. В этническом составе преобладают казахи (более половины населения) и астраханские татары (около трети), оставшуюся долю составляют русские и представители других народов.

## Физико-географическая характеристика
Посёлок расположен на юго-востоке Наримановского района, в пределах западной ильменно-бугровой равнины, являющейся частью Прикаспийской низменности, к юго-востоку от озера Котлар.
Расстояние до Астрахани составляет 9 километров (до центра города), до районного центра города Нариманова — 35 километров, до административного центра сельского поселения села Солянка — 7 километров.
Климат резко континентальный, с жарким и засушливым летом и бесснежной ветреной, иногда с большими холодами, зимой. Согласно классификации климатов Кёппена-Гейгера тип климата — семиаридный (индекс BSk).
Часовой пояс
Мирный, как и вся Астраханская область, находится в часовой зоне МСК+1. Смещение применяемого времени относительно UTC составляет +4:00.

## Население
| 2002 | 2010 | 2013 | 2014 |
| ---- | ---- | ---- | ---- |
| 248  | ↗514 | ↗546 | ↗584 |

Национальный состав
Согласно результатам переписи 2002 года большинство населения посёлка составляли казахи (52 %) и татары (29 %)
| Национальность | Численность (2010) | Процент |
| -------------- | ------------------ | ------- |
| Казахи         | 290                | 56,9%   |
| Татары         | 95                 | 18,6%   |
| Даргинцы       | 51                 | 10%     |
| Чеченцы        | 27                 | 5,3%    |
| Русские        | 26                 | 5,1%    |
| Кумыки         | 9                  | 1,8%    |
| Узбеки         | 9                  | 1,8%    |
| Азербайджанцы  | 3                  | 0,6%    |
| Всего          | 510                | 100%    |

## Транспорт
С областным центром городом Астрахань посёлок Мирный связан маршрутом пригородного автобусного сообщения, отправляющимся четырежды в день с автостанции Большие Исады, расположенной в Кировском районе города, в село Николаевка.

## Улицы посёлка
- ул. Астраханская
- ул. Ковыльная
- ул. 70 лет Октября
- ул. Басинская
- ул. Абая
- ул. Мирная
- ул. Рождественская
- ул. Парковая
- ул. Габдуллы Тукая